# 小行星8595
小行星8595（8595 Dougallii）是一颗绕太阳运转的小行星，为主小行星带小行星。该小行星于1971年3月26日发现。

## 轨道参数
小行星8595的轨道半长轴为2.7517017 UA，离心率为0.135。